# الاعتلال الدماغي بارتفاع ضغط الدم
الاعتلال الدماغي بارتفاع ضغط الدم (بالإنجليزية: Hypertensive encephalopathy)‏ هو اختلال عصبي ناتج عن فرط ضغط الدم الخبيث. أول من استخدم تسمية الاعتلال الدماغي بارتفاع ضغط الدم لوصف هذا النوع من الاعتلال الدماغي كانا أوبنهايمر وفيشبرغ عام 1928. يعبر هذا المرض عن ارتفاع حاد مفاجئ ومستمر في ضغط الدم. يحدث الاعتلال الدماغي بارتفاع ضغط الدم في حالات الارتعاج والتهاب الكلى الحاد وأزمات فرط ضغط الدم الأساسي.
من أعراض هذا المرض صداع وعدم راحة وغثيان واختلاج ونزف شبكي ووذمة حليمة العصب البصري. الأضرار العصبية من الممكن أن تصل إلى مرحلة الغيبوبة. يمكن علاج هذا المرض بالإدوية الخافضة لضغط الدم.

## العَلاماتُ والأَعْراضُ
غالبا ما يصيب الاعْتِلاَلٌ الدِماغِيٌّ بارْتِفاعِ ضَغْطِ الدَّم صغيري ومتوسطي السنّ الذين يعانون من ارتفاع ضغط الدم. لكن، إجمالاً، المرض نفسه نادرٌ حتّى عند مرضى ارتفاع ضغط الدم. مختلف الأطباء أفادوا أنّ نسبة الذين يتطوّر عندهم هذا النوع من الاعتلال الدماغيّ من مرضى ارتفاع ضغط الدّم الخبيث تقع ضمن مدىً يتراوح بين 0.5 و 15%. مع نشوء وتطوّر وسائل كشْف ومعالجة ارتفاع ضغط الدّم، أصبح الاعْتِلاَلٌ الدِماغِيٌّ بارْتِفاعِ ضَغْطِ الدَّم أكثرَ نُدرَةً.
تبدأ أعراضُ هذا المرضِ بالظهورِ بعد 12-24 ساعة من حدوث ارتفاعٍ مفاجئٍ ومستدامٍ في ضغط الدم. ألم الرأس هو أوّل هذه الأعراض، الذي يصيب أكثر من 75% من المرضى. يصبح المريض قلقاً أو ضيّق الصدر. قد يتبع ذلك، بعد عدّة ساعاتٍ، اضطراباتٌ وتغيّراتٌ في الوعي والإدراك، والتي تشمَلُ ضعفاً في المقدرة على اتخاذ قراراتٍ جيّدةٍ، واضطراباتٌ في الذاكرةِ، وارتباكاً، ونعاساً، وتخدّراً. إذا لم تعالج هذه الحالة، قد تسوء هذه الأعراض العصبيّة و، في النهايةِ، تتحوّل إلى غيبوبةٍ. من الأعراض الأخرى التي قد تظهر؛ التّهيُّج والتقيّؤ وازدواجيّة الرّؤية والنّوباتٌ المرضيّة والارتعاش والرَمَع العضليّ في الأطراف.
التغيّراتُ والتَّبدّلاتُ في الرؤية شائعة (مثل الرؤية الضبابيّة والعيوب في المجال البصريّ وعمى الألوان والعمَى القِشْرِيّ)، وتحدُثُ في كل 4 من 11 حالةً (حسب ما أقّرته دراسةٌ أجراها جيلينيك وآخرون، عام 1964). قد يصاب المريض بالخَزَلٌ الشِقِّيّ والنزيف المخّيّ والحُبْسَة (فقدان القدرة على الكلام)، لكنّها أقلُّ شيوعاً. فحص تخطيط كهربائيّة الدماغ يكشف غياب موجات ألفا، دلالةً على الاضطرابات في الوعيّ. يكشف الفحص أيضاً موجاتٍ بطيئةٍ في المناطق الخلفيّة من الدّماغ.

## آليّةُ المَرض
الاعتلالُ الدماغيّ بارتفاعِ ضغطِ الدّم يُسببه ارتفاعٌ في ضغط الدّم. اختلالاتٌ متعدّدةٌ قد تتسبّبُ بارتفاع ضغط الدّم: التهابُ الكليَةِ الحادّ، الارْتِعاج، الأزمات في ارتفاع ضغط الدّم المزمن، والتوقّف عن تناول أدوية علاج ارتفاع ضغط الدّم بشكلٍ مفاجئٍ. بالإضافة إلى ذلك، قد يحدث عند مرضى وَرَمِ القَواتِم وفرط نشاط قشر الكظر (متلازمة كوشينغ) وتخثّر الشّريان الكلويّ. 
الاختلال في تدفّق الدم إلى المخ الذي يكمنُ وراء الاعتلال الدماغيّ بارتفاع ضغط الدم لا يزال مثيراً للجدلِ. في الوضع الطبيعيّ، يحافَظُ على تدفّق ضغط الدّم إلى المخ بآلية تنظيمٍ ذاتيٍّ تسبّب توسّعَ الشرايين الدقيقةِ استجابةً لانخفاض ضغط الدم، وتسبّب تضيّقها استجابةً لارتفاعه. تفشل هذه الآليّة في حالة ارتفاع ضغط الدّم بشكلٍ مفرط. وفق مفهوم الفرط في التنظيم، تضيّق الأوعية الدمويّة الموجودة في الدماغ، استجابة لارتفاع ضغط الدم الحادّ، يؤدّي إلى نقص التّروية الدّماغيّة والوذمة السامّة للخلايا. وفق مفهوم التنظيم الذاتيّ، الشرينات الدماغية سوف تتوسّع، مما يؤدّي إلى الوذمة وعائيّة المنشأ.
قد تكون الوذمة الدماغيّة منتشرةً أو مركزيّة. وتكون البطينات الدماغيّة مضغوطةً، والتلافيف القشريّة مسطّحة.

## التَّشْخيص
الوسائل المستخدَمَةُ في تشخيص الاعتلال الدماغيّ بارتفاع ضغط الدم تشمل الفحص الجسدّيّ، وقياس ضغط الدّم، وأخذ عينات دم، وتخطيط كهربائيّة القلب، وتخطيط كهربائيّة الدّماغ، وتصوير الصّدر بالأشعّة السينيّة، وتحليل البوْل، وتحليل غازات الدّم الشريانيّ، والتَصْوير الدماغيّ المَقْطِعِيّ المِحْوَرِيّ المُحَوسَب والتصوير بالرّنين المغناطيسيّ. وبما أنّ التّقليلَ من ضغط الدّم ضروريّ، تعطى الأدوية الخافِضَة لضغط الدّم من دونِ انتظار نتائج الفحوصات المخبريّة.

## العِلاج
الهدفُ الأوّليّ من علاج الاعتلال الدماغيّ بارتفاع ضغط الدّم هو تقليل ضغط الدّم الانبساطيّ إلى 100-105 مم زئبقيّ، ويجب تحقيق هذا الهدف في غضون 2-6 ساعاتٍ، بحيث لا يزيد الانخفاض الأوّليّ في ضغط الدم عن 25% من القيمة الأوّلية للضغط، على الأكثر. وبهذا يُضمن الشفاء التدريجيّ لآفات التهاب الأوعيّة الدمويّة. العلاج الأقوى من ذلك غير ضروريّ ومن الممكن أن يخفّض ضغط الدم إلى قيمة تقع تحت المدى التنظيميّ، مما قد يؤديّ إلى أحداثٍ إقفاريّة (مثل السكتة الدماغيّة أو مرض الشريان التّاجيّ).
بمجرّد أن يصبح ضغط الدّم متحكّماً به، يجب أن ينتقل المريض إلى العلاج بالدّواء الذي يُعطى عن طريق الفم، حيث ينخفض ضغط الدّم الانبساطيّ تدريجيّاً إلى 85-90 مم زئبقيّ خلال مدة شهرين إلى ثلاثة أشهر. بالعادة يرافق الانخفاض الأوّلي في الضغط الانبسطايّ إلى قيمة 100 مم زئبقيّ تدهور بسيط في وظائف الكلى، لكنّ هذا التغيّر عادةً ما يكون سريع الزّوال عندما يبْرأ الاختلال في الأوعية الدمويّة وتتحسّن التروية الكلويّة خلال مدة شهر إلى ثلاثة أشهر. يجب ألّا يتوقف المريض عن تناول الدّواء خلال هذه المدّة إلّا إن انخفض ضغط الدّم بشكل مفرط. لكن، يوصى بتغيير الدّواء إن كان التدهور في وظائف الكلى مرتبطاً بشكلٍ مؤقتٍ باستخدام الدواء المثبط للإنزيم المحوّل للأنجيوتنسين أو مُحْصِر مستقبل الأنجيوتنسين II، اللذان بإمكانهما أن يؤثّرا على التنظيم الكلويّ الذاتيّ ويسببا فشلاً كلوّيّاً حادّاً عند مرضى تضيّق الشريان الكلويّ في كِلا الكليتين.
هناك العديد من الأدوية الخافضة لضغط الدّم المرتفع المُعطاة بالحقن التي عادة ما تستخدم في العلاج الأوّليّ لارتفاع ضغط الدّم الخبيث:
- نِتْروبْروسيد: موّسع للشرايين والأوْردة، يُعطى بالتسريب الوريديّ. الجرعة الأوّليّة: 0.25 - 0.5 ميكروغرام/كيلوغرام في الدقيقة. الجرعة القصوى: 8-10 ميكروغرام/ كيلوغرام لكلّ دقيقة. يبدأ تأثير نِتْروبْروسيد خلال ثوانٍ ويستمر لمدّة 2-5 دقائق. لذلك يمكن عكس انخفاض ضغط الدّم -إن نتج- بسهولة عند التوقف بشكلٍ مؤقتٍ عن التسريب الوريديّ، مما يعطيه ميّزة على الأدوية الموجودة أدناه. لكنّ احتمال سمّيّة السيانايد يحدّ من الاستخدام المطوّل، خصوصاً عند مرضى القصور الكلويّ.[11][12]
- نيكارديبين: موّسعٌ للشّريّنات، يُعطى بالتسريب الوريديّ. الجرعة الأوّليّة: 5 ملغ/ساعة. الجرعة القصوى: 15 ملغ/ساعة.[16]
- كليفيدَبِن: جزيء ديهيدروبيريدين، مُحْصِر لقنوات الكالسيوم، قصير المفعول. يقلّل من ضغط الدم دون التأثير في ضغط امتلاء القلب ودون أن يسبّب تسارعاً عكسيّاً في نبضات القلب. الجرعة الأوّليّة: 1ملغ/ساعة. الجرعة القصوى: 21 ملغ/ساعة.[11][12]
- لَابِيتالول: مُحْصِرُ المُسْتَقْبِلاتِ الألفاويّة والبيتاويّة، يُعطى كبُلْعَة وريديّة أو بالتسريب الوريديّ. البُلْعَة: في البداية؛ 20ملغ، متبوعةً ب 20-80 ملغ كل 10 دقائق إلى أن يصل المجموع إلى 300 ملغ. التسريب: 0.5-2 ملغ/دقيقة.[11][12]
- فينولدوبام: ناهض لمستقبلات دوبامين-1 الطرفيّة، يُعطى بالتسريب الوريديّ. الحقنة الأوّليّة: 0.1 ميكروغرام/كغ لكل دقيقة، تعاير الجرعة على فترات مدّتها 15 دقيقة، وذلك يتوقّف على استجابة ضغط الدم.[11][12]

الأدوية الفمويّة: أبطأ من ناحية بدء التأثير وغير قادرة على التحكم بدرجة تخفيض ضغط الدّم، ممّا قلّل من استخدامها في علاج أزمة ارتفاع ضغط الدم. لكن من الممكن أن تكون مفيدةً عند عدم توّفر الأدوية التي تعطى بالحقن، الموجودة أعلاه. قد يقوم كلٌّ من نيفيديبين تحت اللّسان (10ملغ) وكابتوبرل تحت اللّسان (25ملغ) بخفض ضغط الدّم بصورة ملحوظة خلال 10-30 دقيقة عند الكثير من المرضى. تكون الاستجابة أسرع إذا تناول المريض نيفيديبين سائلاً. الخطر الأكبر في استخدام هذه الأدوية هو أعراض نقص التروية (مثل: الذبحة الصدريّة، احْتِشاءُ عَضَل القلب، السكتة الدماغيّة.) نتيجةً للانخفاض المفرط غير المتحكّمٍ به في ضغط الدّم. لذلك، يجب تجنّب استخدامها في حال تواجد أدوية يمكن التحكم بها أكثر.

## توقعاتُ سيْر المَرض
مرضى الاعتلال الدماغيّ بارتفاع ضغط الدّم الذين يُعالجون في الحال بالعادة يستعيدون العافية من غير أيّ عجز. لكن، إن لم يتلقّوا العلاج، قد يؤدي المرض إلى الموت.

## تاريخ المرض
تعود أوّل الأوصاف لهذا المرض إلى أوائل القرن التاسع عشر. في عام 1914، ميّز فولهارد وفار بين اعتلالٍ عصبيّ يسبّبه ارتفاع ضغط الدّم الحادّ وحالة يُوريميّة. ووصف هذه الحالة ب«اليوريميا الكاذبة». استُخدم المصطلح" "hypertensive encephalopathy من قبل أوبنهايمر وفيشبيرغ في عام 1928م لوصف حالة مريضٍ يعاني من التهاب كلويٍّ حادٍّ، وارتفاع حادّ في ضغط الدّم وأعراض دماغيّة.
في الماضي، المصطلح "hypertensive encephalopathy" كان يُستعمل لوصف عددٍ من المشاكل الدماغيّة التي تحدث عند مرضى ارتفاع ضغط الدّم، مثل وجع الرّأس، والدُّوَار، والنّزيف الدماغيّ وهجمات نقص التّروية المؤقّتة. لكن حاليّاً ضُيّق مجال استعمال هذا المصطلح لوصف الحالة التي تنتج من ارتفاع ضغط الدّم والتي يمكن أن تنعكس بتقليله.